# 하만 (삼국지)
하만(何曼, ? ~ ?)은 중국 후한 말의 황건적이다. 여남·영천군 일대에서 활동하다가 조조에게 토벌당했다.

## 생애
하의, 유벽, 황소 등과 함께 각각 황건 잔당 수만 명을 거느리고 여남군, 영천군 일대에서 활동하였다. 원술에 협력하여 손견과도 일하였다. 196년(건안 원년) 조조에게 토벌당해 황소는 전사하고 하의는 투항하였다. 하만의 생사 여부는 확실하지 않다.

## 삼국지연의
사서가 아닌 소설 《삼국지연의》에서도 같은 역할로 등장한다. 토벌온 조조군을 상대로 쇠몽둥이를 들고 걸어나가 스스로 절천야차(截天夜叉), 즉 하늘도 끊어버리는 악귀라고 큰소리친다. 이에 조홍이 말에서 내려 맞서온다. 사오십 합의 격전을 벌이는데 승부가 나지 않는다. 조홍이 거짓으로 내빼는 것에 속아 쫓아가는 순간 조홍이 뒤돌아 뛰어오르며 칼을 두 번 휘두른다. 그렇게 하만은 목숨을 잃는다.

## 참고 문헌
- 《삼국지》1권 위서 제1 무제 조조